# Дзержонюв
Дзержонюв (пол. Dzierżoniów, нім. Reichenbach im Eulengebirge) — місто у південно-західній Польщі, центр Дзержонювського повіту Нижньосілезького воєводства. Має статус міської ґміни. Займає площу 20,07 км². Населення 34 958 осіб (2005).

## Демографія
Демографічна структура станом на 31 березня 2011 року:
|          | Загалом | Допрацездатний вік | Працездатний вік | Постпрацездатний вік |
| -------- | ------- | ------------------ | ---------------- | -------------------- |
| Чоловіки | 16374   | 2733               | 11664            | 1977                 |
| Жінки    | 18577   | 2539               | 10792            | 5246                 |
| Разом    | 34951   | 5272               | 22456            | 7223                 |

## Відомі люди
- Краль Василь —  командир сотні УПА «Галайда-2» в ТВ-12 «Климів», та сотні («підвідділ 114») в ТВ-28 «Данилів». Проживав та помер у місті.